# Historia de Oceanía
La historia de Oceanía incluye la historia de Australia, Isla de Pascua, Fiyi, Hawái, Nueva Zelanda, Papúa Nueva Guinea, provincias indonesias de Nueva Guinea, y otras Naciones insulares del Pacífico.

## Prehistoria de Oceanía y primeros pobladores

Cronología de las migraciones de los pueblos austronesios en el Pacífico.

El poblamiento humano de Oceanía se produjo en varias oleadas. Los primeros pobladores fueron Homo sapiens procedentes del sureste de Asia. De ellos descienden los actuales papúes y nativos australianos. Estas primeras migraciones hacia Nueva Guinea y las islas circundantes hasta alcanzar Australia no tuvieron lugar hasta 60 000 o 50.000 a. C. Se considera que en torno a 40 000 a. C., los humanos ya habían poblado la parte occidental de Oceanía conocida como Oceanía Cercana.
Una segunda oleada humana fue la de los pueblos austronesios (iniciada entre 5000 a. C. y 6000 a. C.), también de origen asiático, más concretamente procedentes de Taiwán y de las Islas Filipinas. Los austronesios fueron navegantes de altura y entre 1500 y 1000 a. C., habían alcanzado los archipiélagos de Bismarck y de las islas Salomón desde donde iban a emprender la colonización de islas más alejadas en el Pacífico. Pasaron entonces del extremo oriental de la Oceanía Cercana (Isla Bougainville y archipiélago de las islas Salomón) a las remotas islas de Nueva Caledonia, Fiyi y Samoa dejando tras sí vestigios de un complejo cultural neolítico llamado cultura lapita. En este mismo periodo de tiempo, viajaron hasta las islas situadas en la parte oeste de Micronesia (Palaos, Yap y las islas Marianas). La parte de Oceanía cubierta por esta segunda extensión del poblamiento humano se conoce como Oceanía Lejana.
Fueron los primeros pobladores de muchas partes de Oceanía, en particular de Polinesia, Nueva Zelanda o Hawái'i, llegaron al menos tan lejos como la Isla de Pascua.[cita requerida] El poblamiento de Micronesia y Polinesia, se prolongó durante tres milenios desde el 2000 a. C. hasta el I milenio d. C.. Nueva Zelanda por ejemplo fue poblada entre el s. IX y XIV por los maoríes.[cita requerida]

### Australia
Los indígenas australianos son los habitantes originales de continente australiano y las islas cercanas. Los indígenas australianos emigraron de África a Asia hace unos 70 000 años y llegaron a Australia hace unos 50 000 años. Los Isleños del estrecho de Torres son indígenas de las islas del estrecho de Torres, que se encuentran en el extremo más septentrional de Queensland, cerca de Papúa Nueva Guinea. El término aborigen se aplica tradicionalmente sólo a los habitantes indígenas de Australia continental y Tasmania, junto con algunas de las islas adyacentes, es decir, los pueblos originarios. Australianos indígenas hace referencia a los aborígenes y a los isleños del Estrecho de Torres.
Los restos humanos definitivos más antiguos encontrados hasta la fecha son los del Hombre de Mungo, datados en unos 40 000 años, pero la época de llegada de los antepasados de los indígenas australianos es objeto de debate entre los investigadores, con estimaciones que se remontan hasta hace 125 000 años. Existe una gran diversidad entre las diferentes comunidades y sociedades indígenas de Australia, cada una con su propia mezcla única de culturas, costumbres y lenguas. En la Australia actual, estos grupos se dividen a su vez en comunidades locales.

### Melanesia
Los primeros pobladores de Australia, Nueva Guinea y las grandes islas situadas al este llegaron hace entre 50 000 y 30 000 años, cuando los neandertales aún vagaban por Europa. Los habitantes originales del grupo de islas que ahora se denomina Melanesia eran probablemente los antepasados de los actuales papúes-hablantes. Migraron desde el sudeste asiático y parece que ocuparon estas islas hasta las islas principales de las Islas Salomón (archipiélago), incluyendo Makira y posiblemente las islas más pequeñas situadas más al este.
Especialmente a lo largo de la costa norte de Nueva Guinea y en las islas al norte y al este de Nueva Guinea, los pueblos austronesios, que habían emigrado a la zona hace algo más de 3000 años, entraron en contacto con estas poblaciones preexistentes de pueblos de habla papuana. A finales del siglo XX, algunos académicos propusieron un largo período de interacción que dio lugar a numerosos y complejos cambios en la genética, las lenguas y las culturas de los pueblos. Kayser, et al. propusieron que, desde esta zona, un grupo muy reducido de personas (que hablaban una lengua austronesia) partió hacia el este para convertirse en los antepasados de los pueblos polinesios.

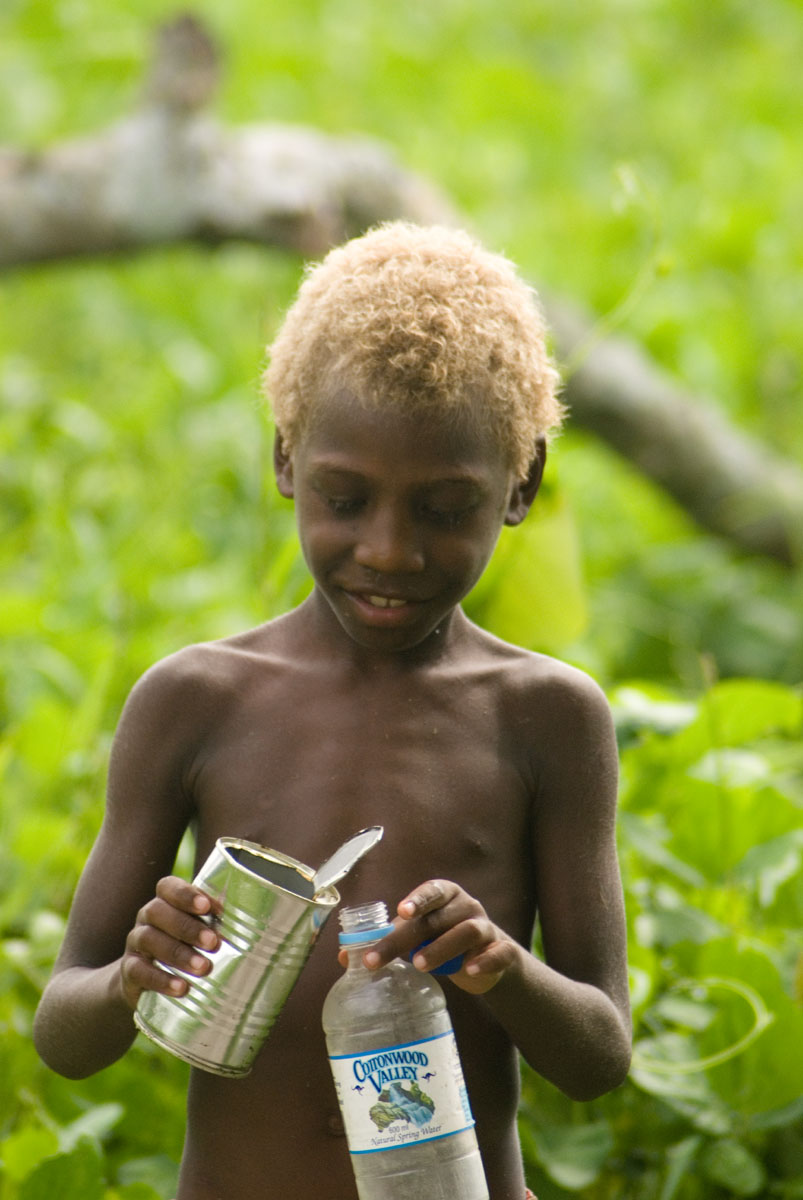
Chico de Vanuatu

Sin embargo, esta teoría se contradice con las conclusiones de un estudio genético publicado por la Temple University en 2008; basado en exploraciones del genoma y en la evaluación de más de 800 marcadores genéticos entre una amplia variedad de pueblos del Pacífico, descubrió que ni los polinesios ni los micronesios tienen mucha relación genética con los melanesios. Ambos grupos están muy emparentados genéticamente con los asiáticos orientales, en particular con los aborígenes de Taiwán. Parece ser que, tras desarrollar sus canoas outrigger de vela, los antepasados polinesios emigraron desde Asia oriental, atravesaron rápidamente la zona melanesia en su camino y siguieron hacia las zonas orientales, donde se asentaron. Dejaron pocas pruebas genéticas en Melanesia.
El estudio descubrió un alto índice de diferenciación y diversidad genética entre los grupos que vivían en las islas melanesias, distinguiéndose los pueblos por isla, lengua, topografía y geografía entre las islas. Esta diversidad se desarrolló a lo largo de decenas de miles de años de asentamiento, antes de que los antepasados polinesios llegaran a las islas. Por ejemplo, las poblaciones se desarrollaron de forma diferente en las zonas costeras, frente a las de los valles montañosos más aislados.
Los análisis adicionales de ADN han llevado la investigación hacia nuevas direcciones, ya que se han descubierto más especies humanas desde finales del siglo XX. Basándose en sus estudios genéticos del  hominino Denisova, una antigua especie humana descubierta en 2010, Svante Pääbo afirma que los antiguos antepasados humanos de los melanesios se cruzaron en Asia con estos humanos. Ha descubierto que los habitantes de Nueva Guinea comparten entre un 4 y un 6% de su genoma con los denisovanos, lo que indica este intercambio. Los denisovanos se consideran primos de los neandertales; ahora se entiende que ambos grupos emigraron de África, los neandertales hacia Europa y los denisovanos hacia el este hace unos 400 000 años. Esto se basa en las pruebas genéticas de un fósil hallado en Siberia. Las pruebas de Melanesia sugieren que su territorio se extendía hasta el sur de Asia, donde se desarrollaron los antepasados de los melanesios.
Los melanesios de algunas islas son uno de los pocos pueblos no europeos, y el único grupo de personas de piel oscura fuera de Australia, de los que se sabe que tienen el pelo rubio.

### Micronesia
Micronesia comenzó a poblarse hace varios milenios, aunque existen teorías contrapuestas sobre el origen y la llegada de los primeros pobladores. Existen numerosas dificultades para realizar excavaciones arqueológicas en las islas, debido a su tamaño, los patrones de asentamiento y los daños causados por las tormentas. Por ello, muchas pruebas se basan en análisis lingüísticos. Los primeros vestigios arqueológicos de civilización se han encontrado en la isla de Saipán, datados en 1500 a. C. o un poco antes.
Los antepasados de los micronesios se asentaron allí hace más de 4000 años. Con el tiempo, un sistema descentralizado basado en jefes evolucionó hacia una cultura económica y religiosa más centralizada centrada en Yap y Pohnpei. La prehistoria de muchas islas micronesias como Yap no se conoce muy bien.

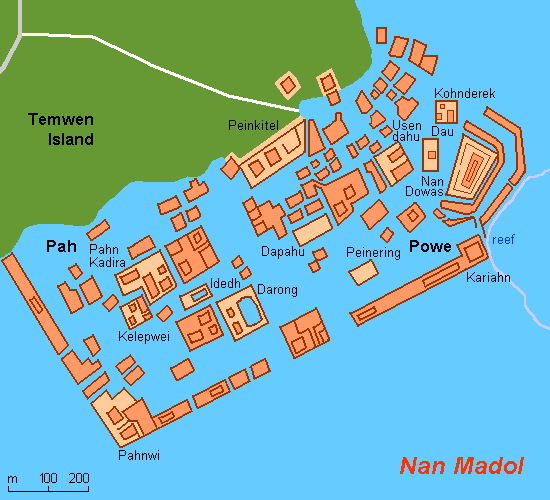
Central Nan Madol

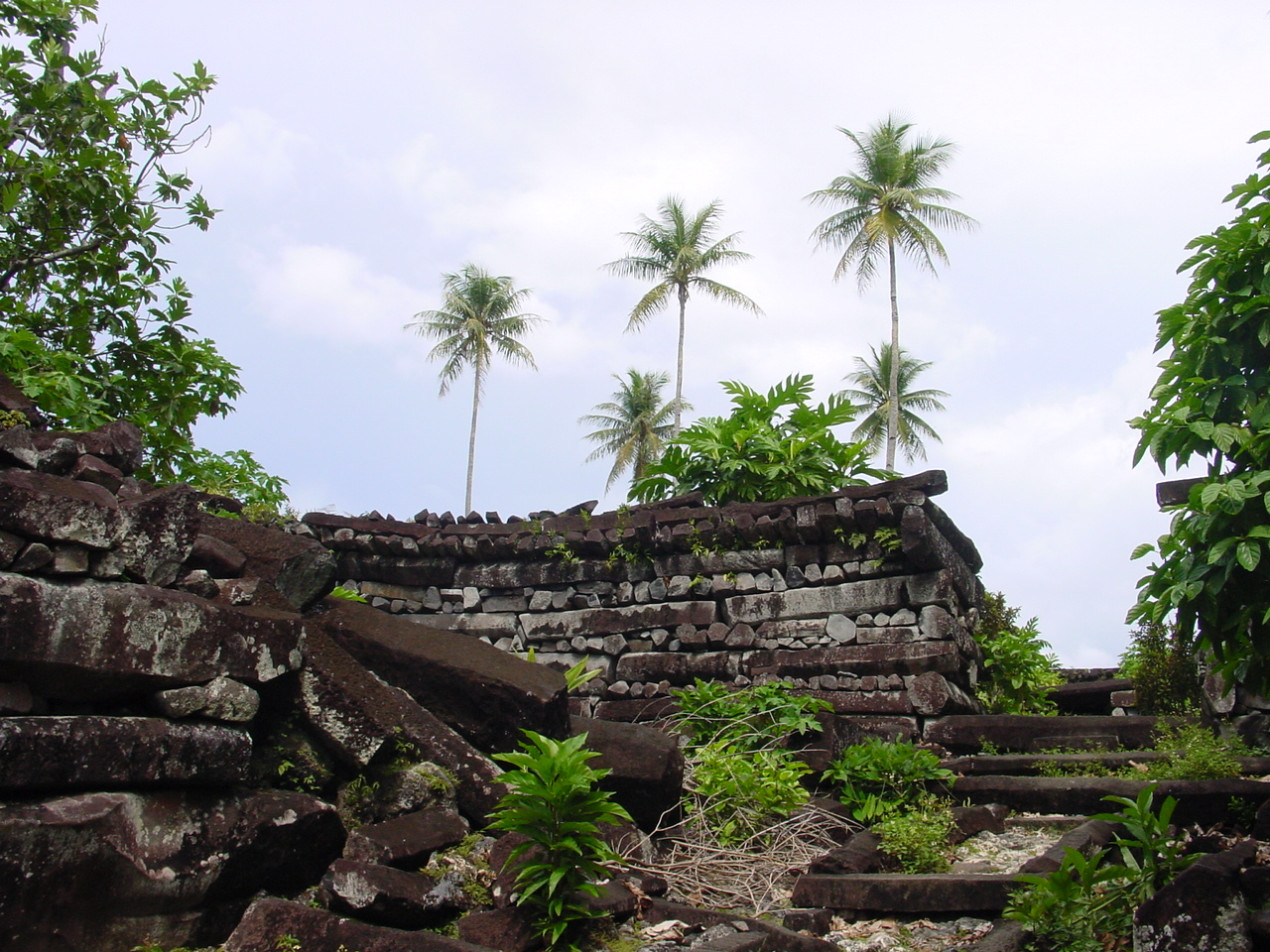
Nan Madol, capital de la dinastía Saudeleur

En Pohnpei, la historia precolonial se divide en tres épocas: Mwehin Kawa o Mwehin Aramas (Período de Construcción, o Período de Poblamiento, antes de c. 1100); Mwehin Sau Deleur (Período de la Dinastía Saudeleur, c. 1100 hasta c. 1628). La era Saudeleur duró unos 500 años. La leyenda suele datar su caída en el siglo XVI, sin embargo, los arqueólogos datan las ruinas de Saudeleur en torno a 1628. y Mwehin Nahnmwarki (Periodo de los Nahnmwarki, c. 1628 a c. 1885). La leyenda pohnpeiana cuenta que los gobernantes Saudeleur, los primeros en llevar el gobierno a Pohnpei, eran de origen extranjero. La forma centralizada de gobierno absoluto de los Saudeleur se caracteriza en la leyenda pohnpeiana por ser cada vez más opresiva a lo largo de varias generaciones. Las exigencias arbitrarias y onerosas, así como la reputación de ofender a las deidades pohnpeianas, sembraron el resentimiento entre los pohnpeianos. La dinastía Saudeleur terminó con la invasión de Isokelekel, otro extranjero semimítico, que sustituyó el gobierno Saudeleur por el sistema más descentralizado de nahnmwarki que existe en la actualidad. Isokelekel es considerado el creador del moderno sistema social pohnpeano nahnmwarki y el padre del pueblo pompeyano.
La construcción de Nan Madol, un complejo megalíticoic hecho de losas de basalto en Pohnpei comenzó ya en 1200 d. C. Nan Madol se encuentra frente a la costa de la isla Temwen, cerca de Pohnpei. Está formada por una serie de pequeñas islas artificiales unidas por una red de canales, y a menudo se la denomina la Venecia del Pacífico. Se encuentra cerca de la isla de Pohnpei y fue la sede ceremonial y política de la dinastía Saudeleur que unió a los aproximadamente 25 000 habitantes de Pohnpei hasta que su sistema centralizado se derrumbó en medio de la invasión de Isokelekel. Isokelekel y sus descendientes ocuparon inicialmente la ciudad de piedra, pero más tarde la abandonaron.
Los primeros habitantes de las Islas Marianas del Norte llegaron a las islas en algún momento entre 4000 a. C. y 2000 a. C. procedentes del Sudeste Asiático. Se les conoció como chamorros, y hablaban una lengua austronesia llamada chamorro. Los antiguos chamorros dejaron varias ruinas megalíticas, entre ellas la piedra Latte. Los refaluwasch o pueblo carolino llegaron a las Marianas en el siglo XIX procedentes de las islas Carolinas. Los colonos micronesios se asentaron gradualmente en las Islas Marshall durante el II milenio a. C., y la navegación entre las islas fue posible gracias a tabla de palos de las Islas Marshall.

### Polinesia

#### Expansión del imperio Tu'i Tonga (siglosX-XVIII)

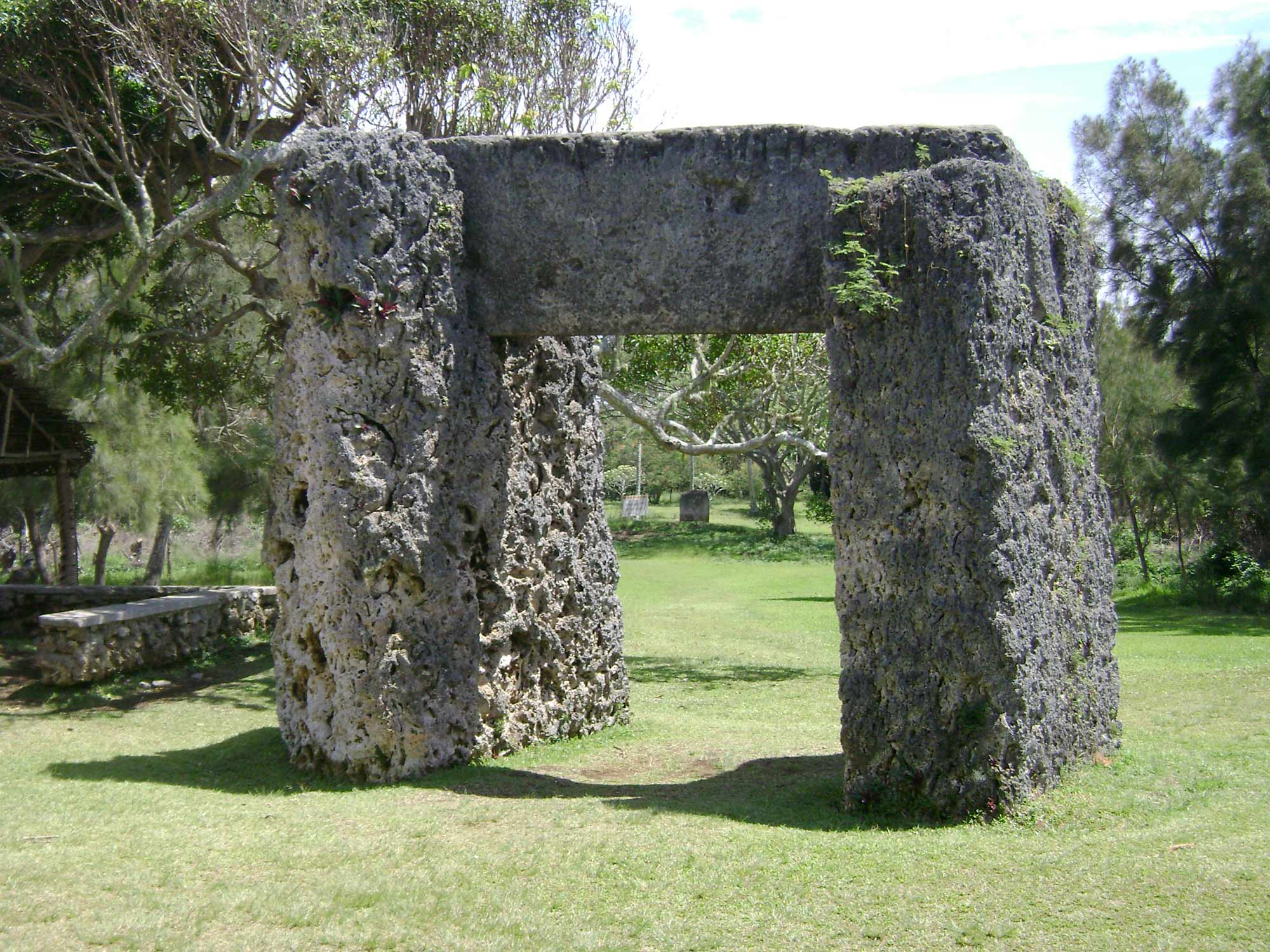
Haʻamonga ʻa Maui, trilito del siglo (Tonga)

En el 950 d. C. el Imperio Tu'i Tonga dominó la mayoría de las islas de Oceanía, en sus comienzos los reyes lograron deshacerse del dominio extranjero y consolidó el poder del imperio en lo que hoy es Tonga. Cerca al año 1200 comenzó su expansión que se dio hasta, aproximadamente el 1500. El imperio conquistó lo que hoy en día se conoce como Fiyi, partes de Samoa y otras islas de la polinesia como las Islas Cook y Niue. La gran habilidad para construir canoas y el buen sistema aplicado a las invasiones facilitó que Tu'i Tonga se estableciera en más islas aún. 
Cercano al año 1500 se desataron muchos problemas en la realeza del imperio que debilitó su figura en las colonias, que consiguieron mucha autonomía de la corona real y el poder central. En 1799 fue asesinado Tuku'aho, el rey que poseía el poder en ese momento, lo que desató una terrible guerra civil. Ya con la presencia europea la guerra civil terminó de devastar a los dos bandos, dejando al imperio diezmado en manos de la Corona británica.

## Expedición inca a polinesia (sigloXV)

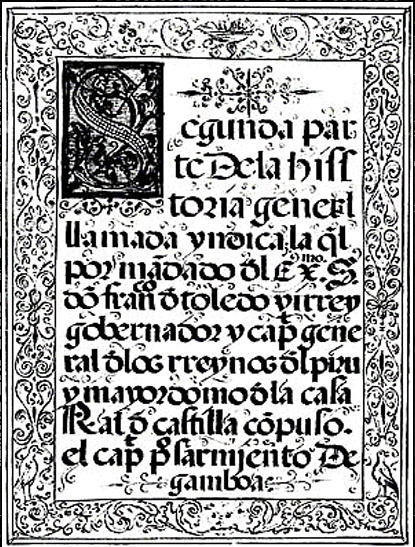
Historia Índica por Pedro Sarmiento de Gamboa (1572)

Los cronistas de indias españoles del siglo XVI recogieron el relato de la gran expedición propiciada por el príncipe inca Túpac Yupanqui del siglo XV. Al mando de 20.000 hombres y 120 barcas habría zarpado hacia el este desde isla Puná (actual Ecuador) con destino al oeste, en busca de las legendarias islas Auachumbi y Ninachumbi. 
La expedición duró aproximadamente un año y medio. Habría alcanzado las islas de la polinesia de Mangareva (Polinesia Francesa, Francia), Rapa Nui (Isla de Pascua, Chile) y Nuku Hiva, (Islas Marquesas, Polinesia Francesa, Francia), en el archipiélago de Las Marquesas. Finalmente, habría regresado a Cusco (Peru), capital del Tahuantinsuyo. 
En la actualidad, en la isla de Mangareva se mantiene la leyenda del rey Tupa, quien llegara desde el este en balsas trayendo orfebrería, cerámica y textilería.

## Exploración y colonización en Oceanía entre los siglos XVI y XIX

### sigloXVI
La expedición de Magallanes-Elcano, al servicio del imperio Español, recorrió Oceanía de este a oeste, divisando Puka Puka, Isla Flint e Islas Marianas a principios de 1521, continuando hacia islas Filipinas.El capitán portugués de Ternate (Islas Molucas, Indonesia) Jorge Meneses mandó la expedición de Gomes de Sequeira y Diego da Rochas que identificó las islas Carolinas. El propio Jorge Meneses desembarcó en Isla de Waigeo en 1525 y João Fogaça en Nueva Guinea 1538. Existe también una hipótesis sobre el descubrimiento de las costas de Australia en 1522 por el portugués Cristovão de Mendonça, en concreto la región de Botany Bay. Exploradores de la región en esta época fueron Luis Váez de Torres, Miguel López de Legazpi, García Jofre de Loaísa, Álvaro de Mendaña y Ruy López de Villalobos.

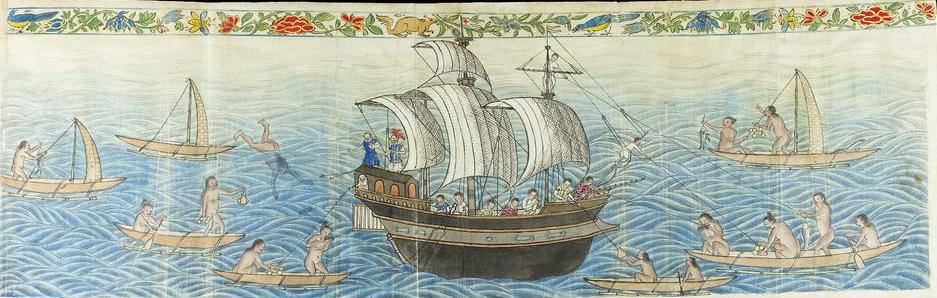
Galeón de Manila e indígenas chamorros de islas Ladrones (islas Marianas) c.1590

En 1565 el imperio Español estableció la ruta comercial del Galeón de Manila, que recorría el pacífico para enlazar América con Asia. La ruta estuvo en vigor más de dos siglos, y el viaje de ida desde México a Filipinas hacía parada en Guam. 

### SigloXVII

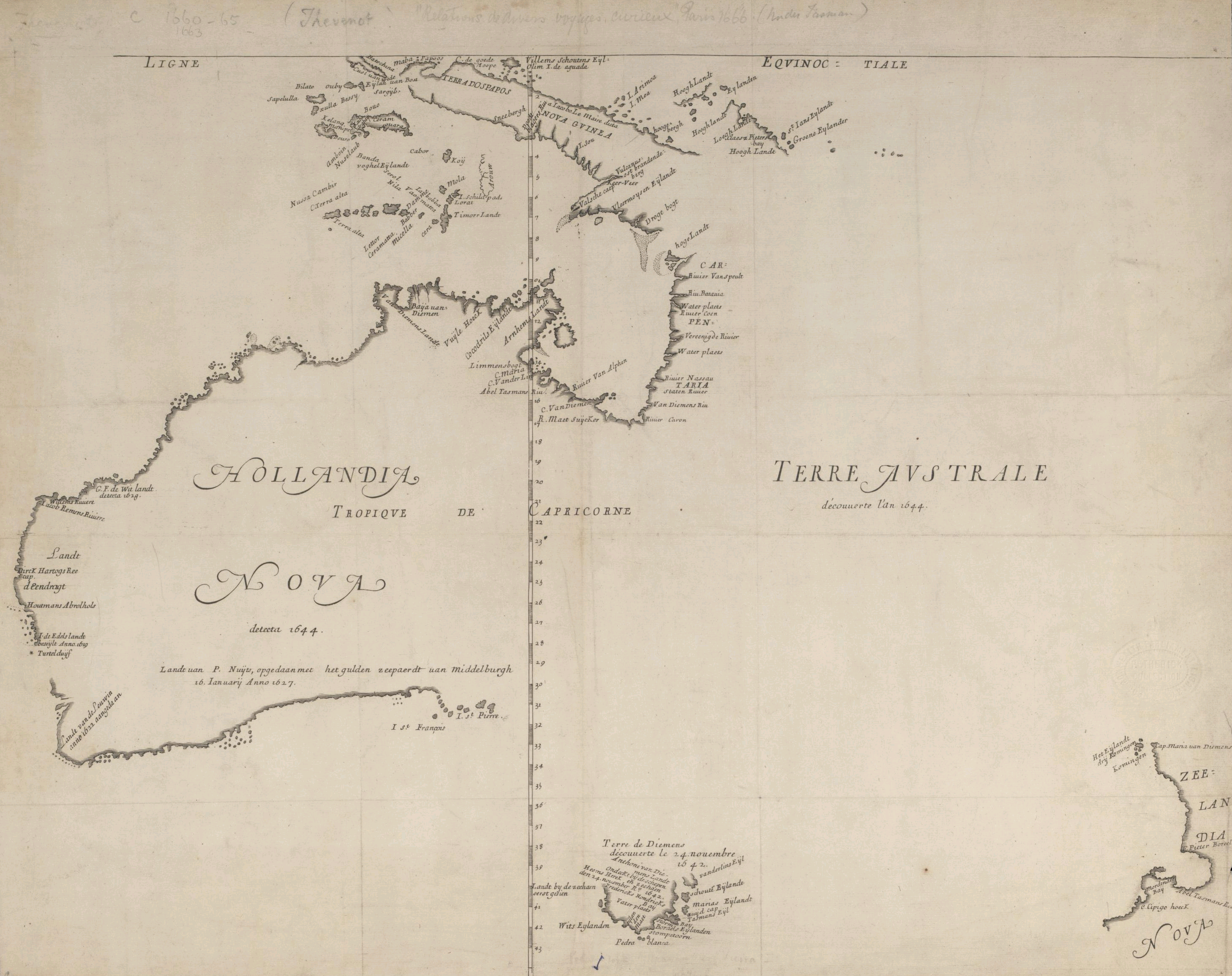
Hollandia Nova detecta (1644) autor Melchisédech Thévenot basado en datos de Willem Janszoon y Abel Tasman

La Compañía Neerlandesa de las Indias Orientales (VOC) amplió su área de influencia en Asia hacia el este.  Abel Tasman recorrió el litoral de Australia en 1642, arribando a la isla que en su honor se llamó Tasmania y las islas, Tonga, Fiyi y Nueva Guinea Alemana. En 1660 la VOC estableció un protectorado sobre los papúes en las islas de Papúa cercanas a Islas Molucas. El inicio de la exploración efectiva de Nueva Guinea no tuvo lugar, sin embargo, hasta el siglo XIX. 

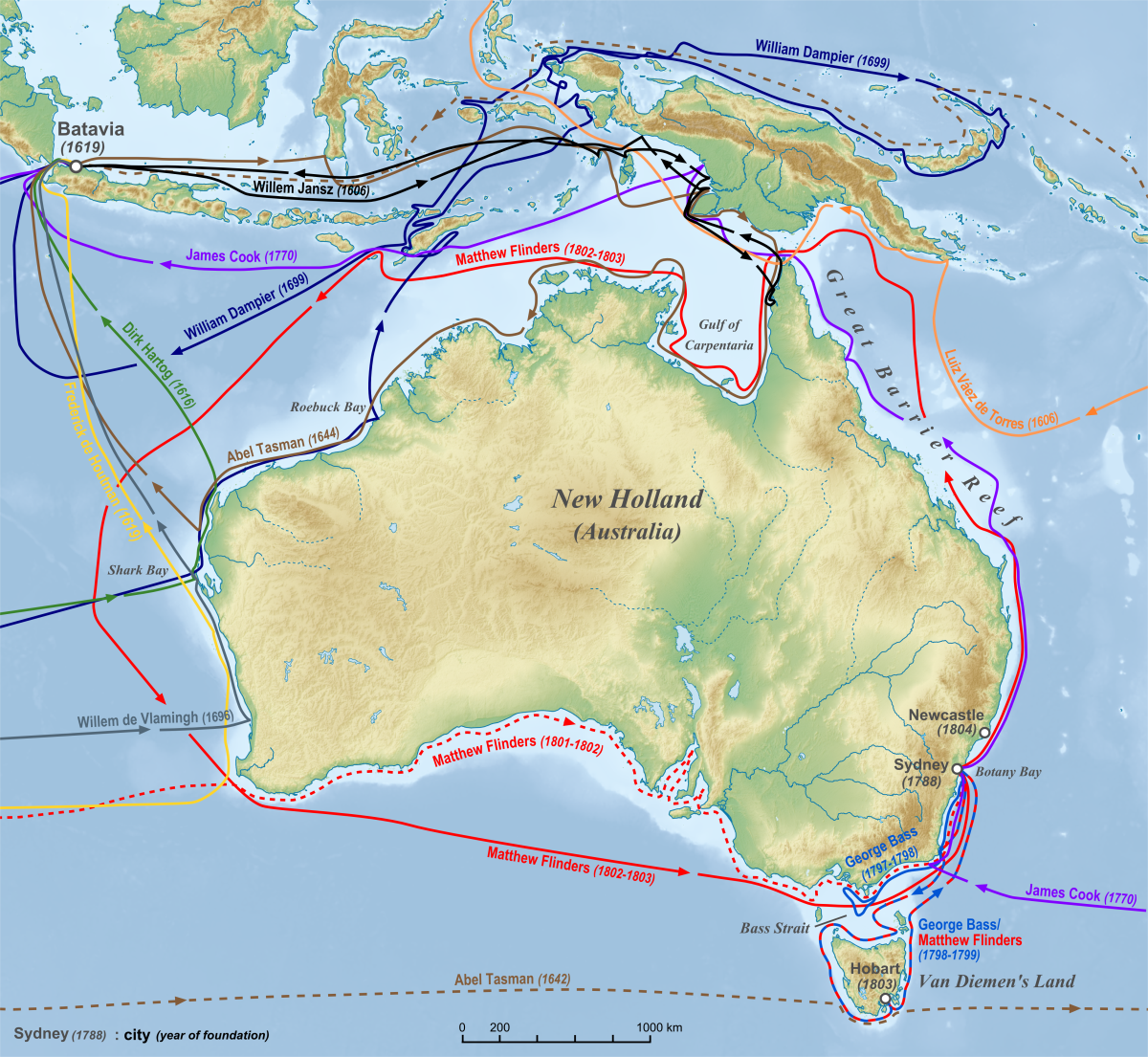
Avances de la exploración europea de Australia hasta 1812
1606 Willem Jansz
1606 Luis Váez de Torres
1616 Dirk Hartog
1619 Frederick de Houtman
1644 Abel Tasman
1696 Willem de Vlamingh
1699 William Dampier
1770 James Cook
1797-1799 George Bass
1801-1803 Matthew Flinders

La ciudad de Agaña fue fundada por los españoles en 1668 en Guam, que se administraba a través de la Capitanía General de Filipinas. Entre tanto desde Acapulco (México) y Callao (Perú) partieron expediciones que hallaron numerosas islas del Pacífico.

### SigloXVIII
Las rivalidades portuguesas, españolas y holandesas fueron reemplazadas por la de los ingleses y franceses en el siglo XVIII. Entre 1764 y 1770 exploraron la zona John Byron, Samuel Wallis, Philip Carteret y otros, quienes recorrieron Tahití, Samoa, Islas Salomón y Nuevas Hébridas. Por su parte, el inglés James Cook realizó tres viajes por islas de Pacífico entre 1768 y 1779, y llegó a las Islas de la Sociedad, Nueva Zelanda, Islas Marquesas, Nuevas Hébridas y Hawái. 

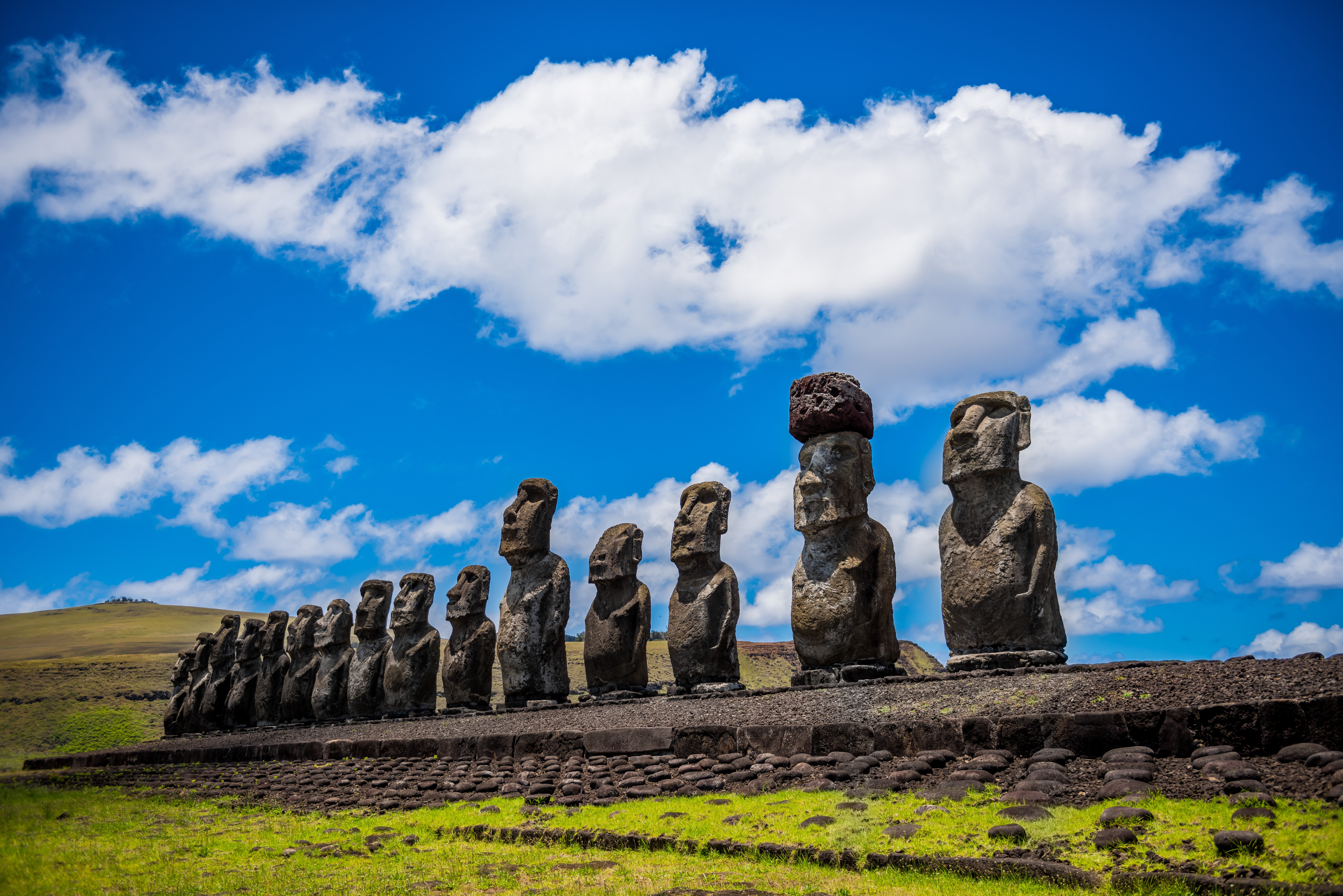
Isla de Pascua, Chile

El 6 de abril de 1772, el día de Pascua Jacobo Roggeveen, un navegante neerlandés avistó la Isla de Pascua, descubriéndola de manera oficial, aunque una expedición enviada desde Callao, el 10 de octubre de 1770, avistó la isla el 15 de noviembre. Se realizó una circunnavegación para poder cartografiar la isla. Los navegantes quedaron muy sorprendidos por las estatuas de gran tamaño, los Moái. En otras expediciones también los marines se sorprendieron de la gran altura de algunos nativos, que llegaban a medir 2,17 metros. Además, los hombres eran muchos más numerosos que las mujeres en aquella isla, la diferencia era muy notoria. Los nativos vivían en cuevas y estaban llenos de tatuajes, los nativos de la Isla de Pascua fueron una de las etnias que más sorprendió a los colonizadores europeos.

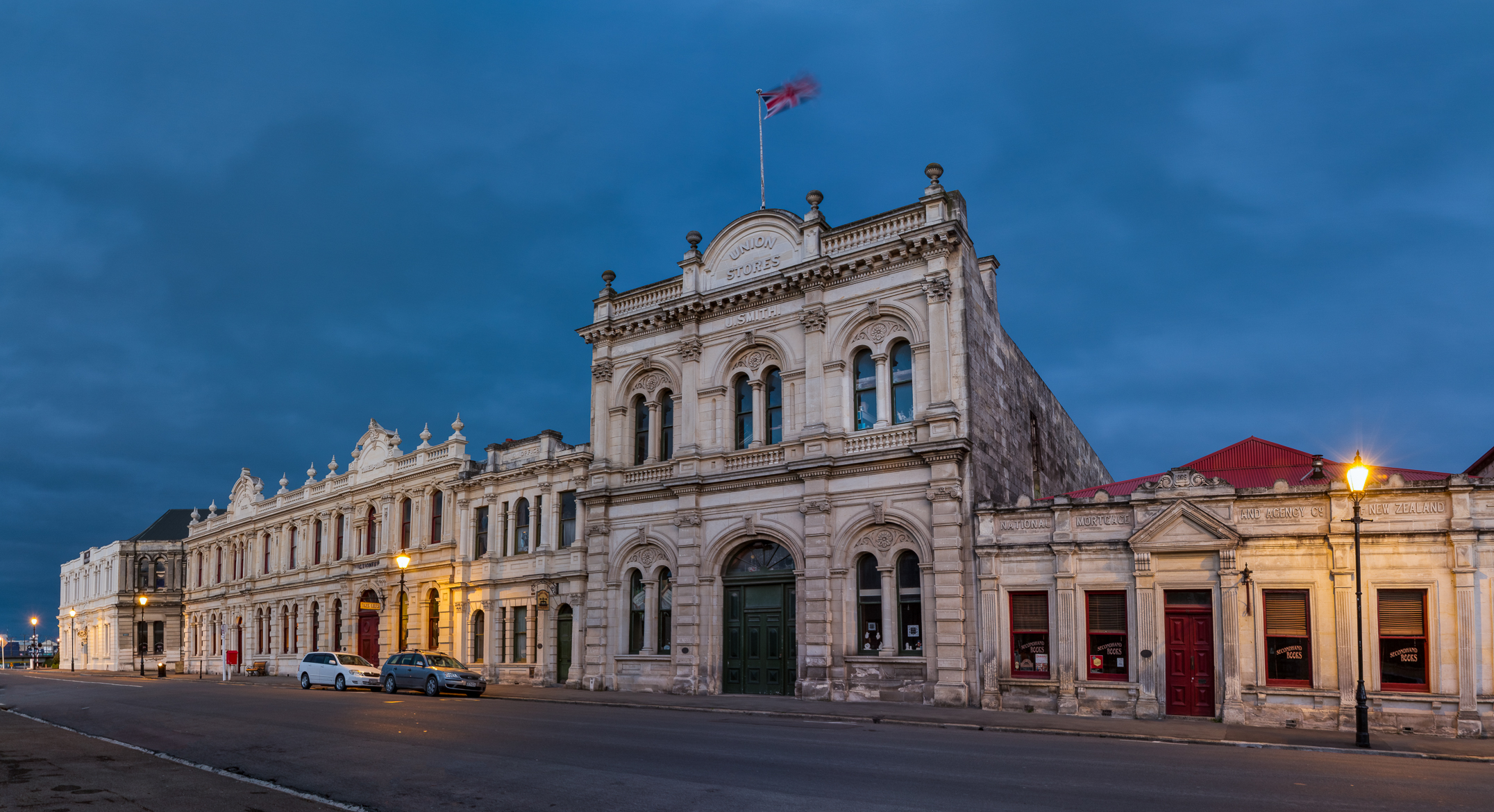
Centro histórico de Oamaru (Nueva Zelanda) de la época del auge ganadero ovino del siglo XIX

El primer mapa completo de Australia es el mapa de Freycinet de 1811, fue el resultado de la expedición francesa Baudin. Los franceses exploraron las islas de Oceanía simultáneamente con los ingleses. Entre 1826 y 1840 lo hizo Jules Dumont D'Urville y luego Jean-François de La Pérouse entre 1785 y 1787. En 1840 el Imperio británico estableció la colonia de Nueva Zelanda. En 1842 se estableció el protectorado francés sobre Tahití (Polinesia Francesa). La colonia francesa de Nueva Caledonia, que se destinó a colonia penal hasta finales del siglo XIX, data de 1853, La primera línea férrea operada con una locomotora de Oceanía fue la línea del  puerto de Melbourne con la estación de Flinders Street (1854). En Nueva Zelanda fue la línea de Ferrymead en Christchurch (1863).
En 1888 isla de Pascua fue anexada a Chile. La frontera entre Indonesia y Papúa Nueva Guinea en el meridiano 141° este data del tratado de 1895 entre los imperios británico y neerlandés. La guerra hispano estadounidense de 1898 supuso la anexión a Estados Unidos de los territorios españoles de Guam, Marianas, Palaos y Carolinas. Además, en 1900 se estableció el Territorio de Hawái de los Estados Unidos datando la base naval de Pearl Harbor de 1899.

## SigloXX: evolución de los imperios coloniales, guerras mundiales y aparición de micro-estados
A finales del siglo XIX y comienzos del XX comenzaron los deseos de independencia en las colonias, Australia y Nueva Zelanda, en 1901 y en 1907 abrieron el camino a los demás países hacia la independencia. 

Territorios dependientes y colonias en Oceanía y costa Pacífica de Asia en 1939

Tras la I Guerra Mundial el imperio Alemán perdió todos sus territorios en Oceanía: Australia se hizo con la parte alemana de Nueva Guinea, el imperio Japonés se hizo con Micronesia y Nueva Zelanda con la Samoa alemana. En 1936 la expedición Carstensz identificó la mina Grasberg en Nueva Guinea neerlandesa, se puso en explotación a finales de siglo, convirtiéndose en la mina de oro más grande del mundo. 

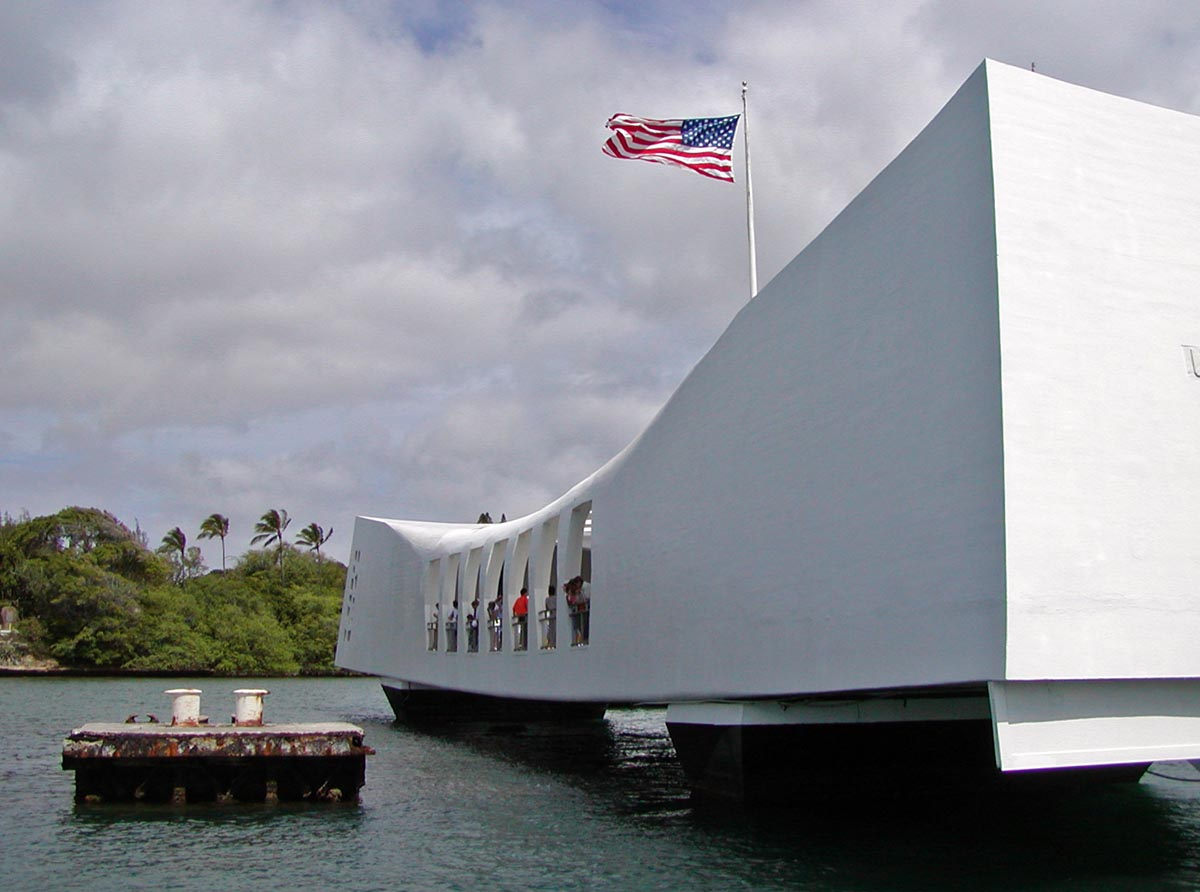
Memorial USS Arizona del Ataque de Pearl Habor (1941)

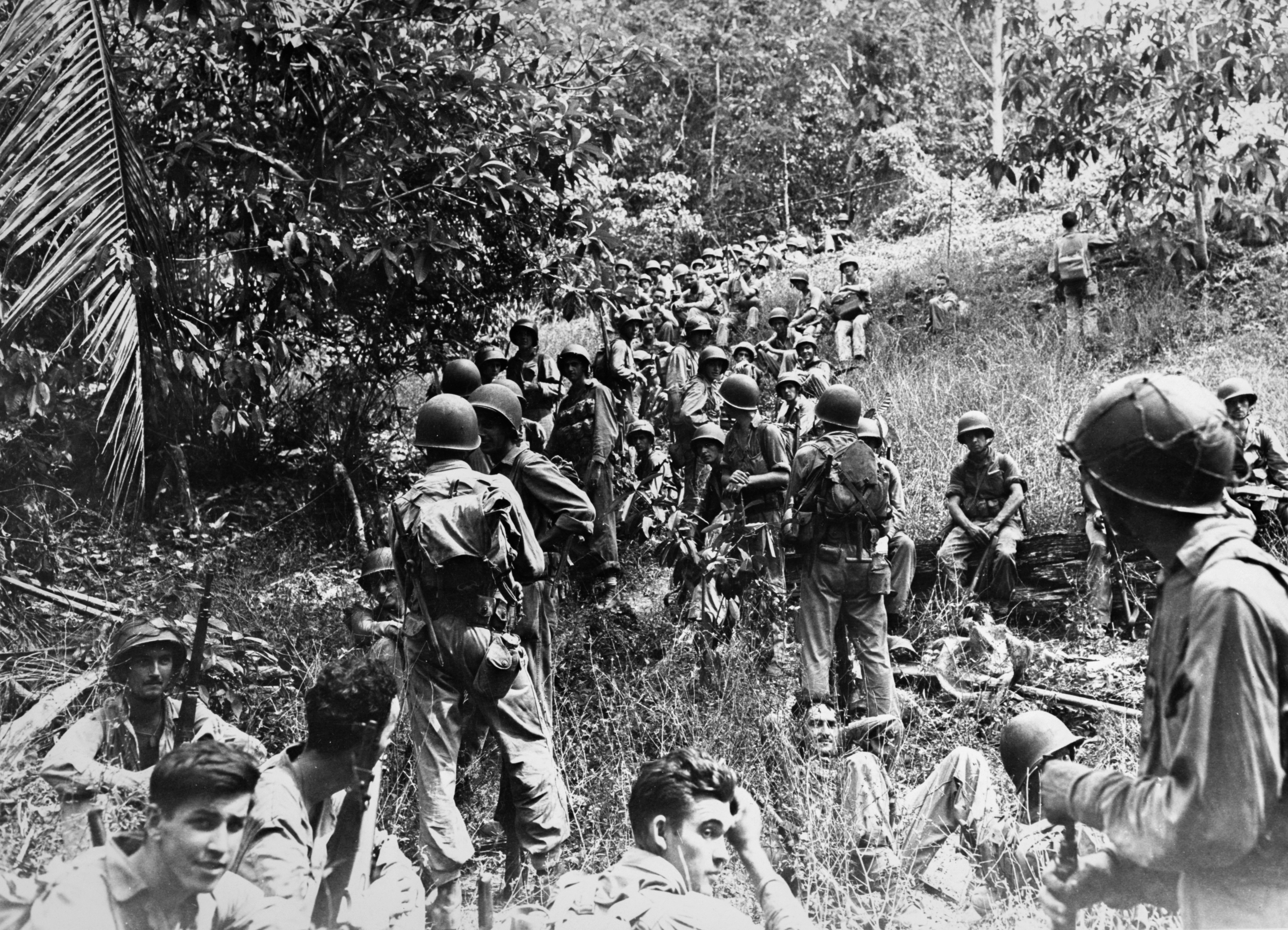
Marines de los Estados Unidos en la campaña de Guadalcanal de la II Guerra Mundial

Durante la Segunda Guerra Mundial en Oceanía se desarrollaron parte de las operaciones del Frente Sudoeste del Pacífico, que enfrentaron a los Aliados contra el imperio Japonés. Además, el ejército australiano combatió del lado de los Aliados en los frentes abiertos por todo el mundo, desde Europa a las colonias del Norte de África. El ataque Japón a la base estadounidense de Pearl Harbor en 1941 supuso la entrada de Estados Unidos en la II Guerra Mundial. La campaña de Guadalcanal (colonia británica de Salomón) supuso un punto de inflexión de los Aliados contra el imperio Japonés. Otras campañas militares fueron las de Islas Salomón y Bouganville (Papúa Nueva Guinea), Nueva Guinea e Indias Orientales Neerlandesas.
Después de la II Guerra Mundial se iniciaron los procesos de descolonización. Además, inmediatamente tras la rendición de Japón en 1945, Indonesia proclamó su independencia del imperio Neerlandés. La Nueva Guinea Neerlandesa fue anexionada a Indonesia en 1962.
Durante el último tercio del siglo XX la independencia de las colonias británicas dio lugar al surgimiento de micro-estados que sin embargo mantienen fuertes lazos políticos y comerciales por mediación de la Commonwealth: Fiyi y Tonga (1970), Islas Salomón y Tuvalu (1978) Kiribati (1979). Vanuatu se independizó en 1980 del condominio franco-británico. Nauru se independizó en 1968 del control ejercido por Reino Unido, Australia y Nueva Zelanda. Papúa Nueva Guinea se independizó de Australia en 1975. Estos tres últimos países también forman parte de la Commonwealth.
Estados Federados de Micronesia se independizó de los Estados Unidos en 1986, Islas Marshall en 1990 y Palaos en 1994.
El resto de territorios continúan formando parte de Australia, Nueva Zelanda, Estados Unidos, Francia, Chile y Reino Unido, lo que pese a su carácter de territorio dependiente facilita su financiación y obtención de servicios dentro de una Administración de países de avanzados.
De 1983 data la puesta en explotación de la mina de Greenbushes en Australia, la mayor productora de litio del mundo. Desde finales del siglo XX Australia es además el mayor productor de hierro del mundo.
El Foro de las Islas del Pacífico se fundó en 1991 y en la actualidad comprende a 18 países.

## SigloXXI

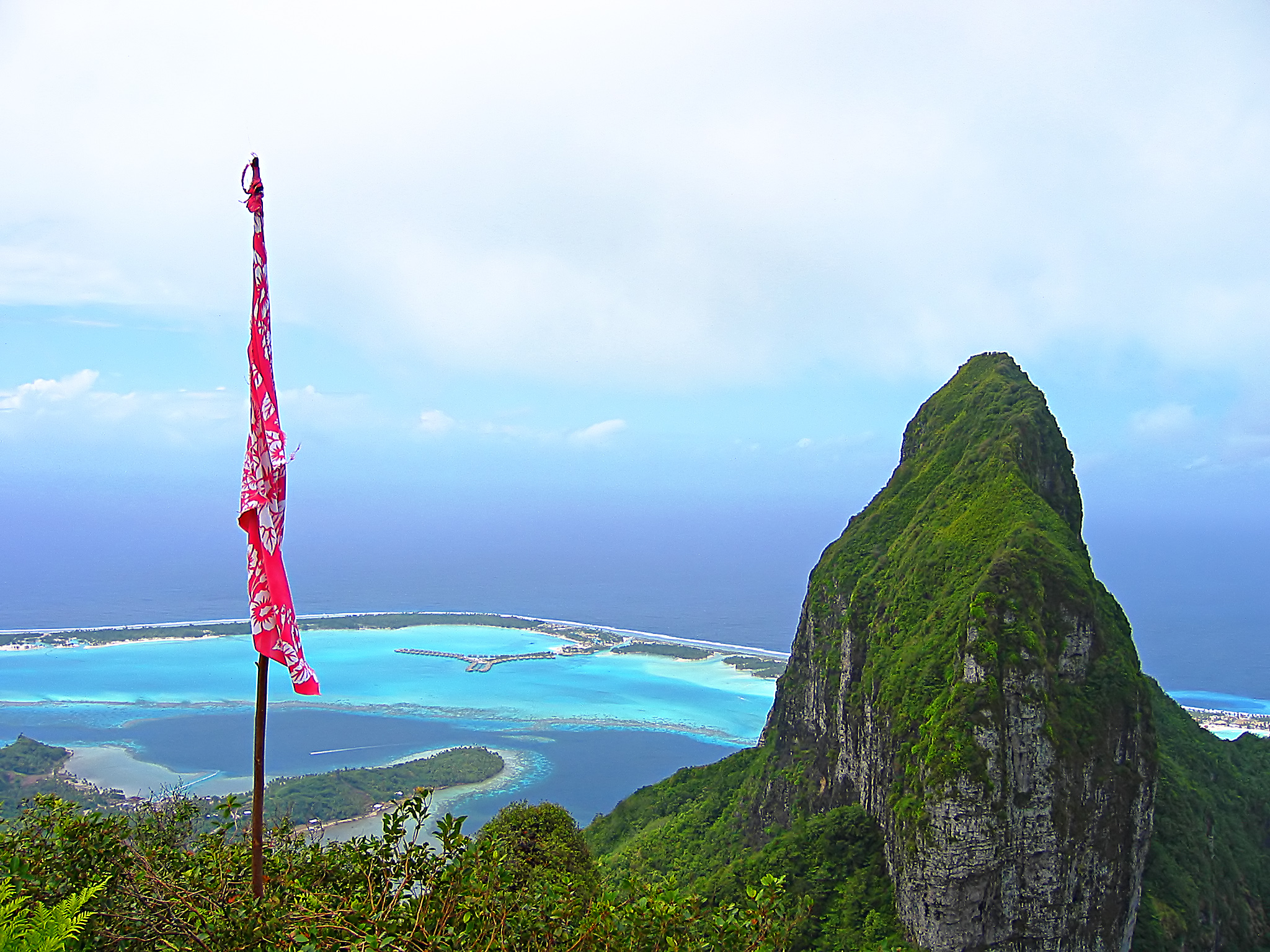
Polinesia Francesa como destino turístico. En la imagen Bora Bora.

En la actualidad los territorios de mayor riqueza de Oceanía son Australia, las provincias indonesias de Papúa, Nueva Zelanda, Hawái y Papúa Nueva Guinea. Además, la Polinesia Francesa y Fiyi son destinos turísticos populares.
Entre las catástrofes naturales más destacadas se encuentran los incendios de Australia de 2009 y 2019-2020, los efectos en el pacífico del tsunami de Japón de 2011, el tifón Haiyan de 2013, la erupción de Nueva Zelanda de 2019 y la erupción de Tonga de 2022. 
El país más peligroso de Oceanía es (2025) Papúa Nueva Guinea.